# Conciergerie
Conciergerie je palác, který leží v severozápadní části ostrova Cité v Paříži. Budova sloužila původně správci královského paláce, proto se nazývá Conciergerie (neboli purkrabství). Patří do komplexu budov bývalého královského paláce Palais de la Cité. Za Velké francouzské revoluce sloužila jako vězení. Bylo zde vězněno 1200 vězňů, mezi nimi také Marie Antoinetta. Od roku 1914 je budova přístupná veřejnosti.

## Historie
V prostoru ostrova Cité se již od 9. století nacházela rezidence zdejších vládců, sídlil zde pařížský hrabě a západofranský král Odo a francouzský král Hugo Kapet sem přenesl správu francouzského království (curia regis).
Ve 13. století Ludvík IX. nechal postavit věž Bonbec. Ve 14. století palác rozšířil Filip IV. Sličný, který sem soustředil královskou správu, nechal vybudovat mj. věže César a Argent a průchozí galerii kolem věže Bonbec. Kolem roku 1353 za vlády Jana II. vznikla věž, do které roku 1370 Karel V. nechal instalovat hodiny, po kterých se dnes nazývá Hodinová (tour de l'Horloge).

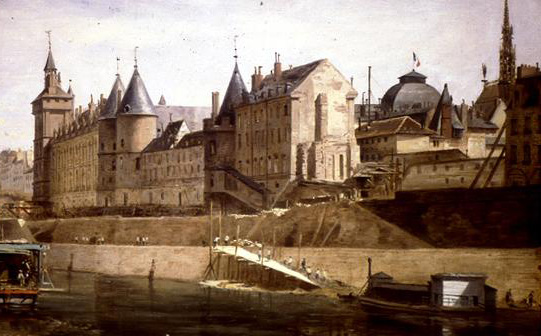
Conciergerie kolem roku 1858

V roce 1358 došlo k povstání pařížských měšťanů pod vedením Étienna Marcela a útoku na Palais de la Cité. V důsledku toho pozdější král Karel V. přenesl své sídlo na pravý břeh, kde nechal vybudovat lépe opevněný Hôtel Saint-Pol, a palác na ostrově přenechal zčásti pařížskému parlamentu. Ten jakožto nejvyšší soudní instance využíval palác až do novověku a justici slouží dodnes rozsáhlý komplex Justičního paláce.
Další části palácových budov využíval královský správce, purkrabí (concierge), podle nějž se začala nazývat jedna z částí palácového komplexu.
V roce 1618 požár zničil Velký sál, který byl obnoven v roce 1622. Požáry zničily i Účetní komoru (1737) a královský příbytek (1776), které byly rovněž následně obnoveny.
Již před Velkou francouzskou revolucí, ale především pak během ní sloužila budova Conciergerie jako vězení a za revoluce měla kapacitu až 1200 vězňů. Od 2. dubna 1793 do 31. května 1795 zde zasedal revoluční tribunál, který odsoudil téměř 2600 osob k trestu smrti. K nejznámějším vězňům té doby patřili Marie Antoinetta, Marie-Jeanne Dubarry, Georges Danton nebo Maximilien Robespierre. Po Restauraci Bourbonů se Conciergerie rovněž využívala jako vězení, dočasně zde byl internován i Napoleon III.
V letech 1812–1819 architekt Antoine-Marie Peyre restauroval klenby v sálu ozbrojenců (Gens d'armes) a vybudoval kapli v prostoru cely, kde byla vězněná Marie Antoinetta. V období 1847–1871 probíhaly rozsáhlé práce na rozšíření celého komplexu Justičního paláce. V letech 1868–1879 proběhlo restaurování středověkých sálů v Conciergerie. Po roce 1871, když za Pařížské komuny Justiční palác zničil požár, se na obnově podílel Eugène Viollet-le-Duc.

## Muzeum
V roce 1914 byla budova otevřena veřejnosti jako muzeum.